# Power chord

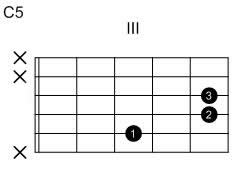
Un powerchord di Do raddoppiato all'ottava superiore

Un power chord o powerchord (in inglese, letteralmente, "accordo potente"), anche noto come accordo di quinta o quinta vuota, è un bicordo i cui suoni vengono di solito eseguiti simultaneamente.

## Caratteristiche
Caratteristica del power chord è di essere composto da due sole note che formano intervalli giusti (quarte, quinte e ottave), al contrario dell'accordo vero e proprio, che è formato da almeno tre note (tricordo), denominate dalla più bassa (come intonazione), tonica, modale e dominante. Nel power chord manca la nota modale, che è quella che definisce il modo maggiore o minore, il che vuol dire che non esistono power chord maggiori o minori; per questo, il power chord può essere riferito e suonato indipendentemente nei contesti armonici sia maggiori che minori, in base all'armonia e alle armonizzazioni in cui è inserito. Talvolta, per rendere il suono più armonioso e corposo, viene raddoppiata la tonica, aggiungendone un'altra eseguita ad un intervallo di ottava giusta, superiore o inferiore. La mancanza della nota mediante (modale), è il motivo per cui i power chord sono anche detti "quinte vuote": l'intervallo suonato è infatti composto da tonica e dominante ed è "vuoto" al suo interno. Per esempio, l'accordo di MI maggiore è composto da MI, SOL# e SI, mentre il power chord detto MI5, è composto solo da MI e SI, oppure da MI, SI e MI all'ottava superiore (o inferiore), ma comunque senza il SOL# centrale.

## Uso
Le radici dei power chord sono antichissime e possono essere rintracciate fin dalle coppie di trombe mono-nota in uso ai tempi dell'antica Roma. Il bicordo vuoto rievoca, per certi versi, anche le armonie usate nell'antica musica polifonica, come nelle prime forme di contrappunto e nell'organum.
Nella musica colta ottocentesca il power chord ha assunto il valore simbolico di instabilità e incompiutezza, ed è usato in questo modo in opere celebri come la sinfonia n. 9 di Ludwig van Beethoven o Der Leiermann, l'ultimo Lied del ciclo Winterreise di Franz Schubert.
Per la sua potenza e semplicità d'uso, il power chord è largamente utilizzato nell'heavy metal e nel punk rock, generi che richiedono alla chitarra una presenza predominante. Il motivo principale è legato al fatto che la quantità ridotta di intervalli armonici rende l'accordo più chiaro e comprensibile quando si utilizza un effetto di distorsione su chitarre e tastiere, soprattutto se si utilizza un'accordatura diversa da quella standard (ad esempio l'accordatura di drop D). Uno dei primi musicisti ad utilizzare il power chord con la chitarra fu Link Wray.